# Ophiura scutellata
Ophiura scutellata är en ormstjärneart som först beskrevs av Christian Frederik Lütken och Ole Theodor Jensen Mortensen 1899.  Ophiura scutellata ingår i släktet Ophiura och familjen fransormstjärnor. Inga underarter finns listade i Catalogue of Life.